# Lyperanthus
Lyperanthus là một chi thực vật có hoa trong họ Orchidaceae.